# سازمان مرکزی برای صلح پایدار
سازمان مرکزی برای صلح پایدار (انگلیسی: Central Organization for Durable Peace) در آوریل ۱۹۱۵ تأسیس شد. اعضای آن ۹ کشور اروپایی و ایالات متحده آمریکا بودند. آن‌ها خواستار «دیپلماسی جدیدی» شدند، که مایل به اعمال محدودیتهای نظامی علیه کشورهای مهاجم بود. اما بعد از پیمان ورسای همه این کشورها با هم ترکیب شدند؛ و این باعث درگیر شدن رهبران صلح آمریکایی شامل فانی فرن اندروز، امیلی گرین بالچ و ویلیام ایزاک هال شد.